# Аба (річка, Нігерія)
Аба́ (англ. Aba River) — річка на півдні Нігерії, ліва притока Імо. Протікає через місто Аба.
Вода з річки використовується як для задоволення потреби в питній воді, так і для виробничих потреб, що спричиняє значні екологічні проблеми.